# Vjekoslav Bevanda

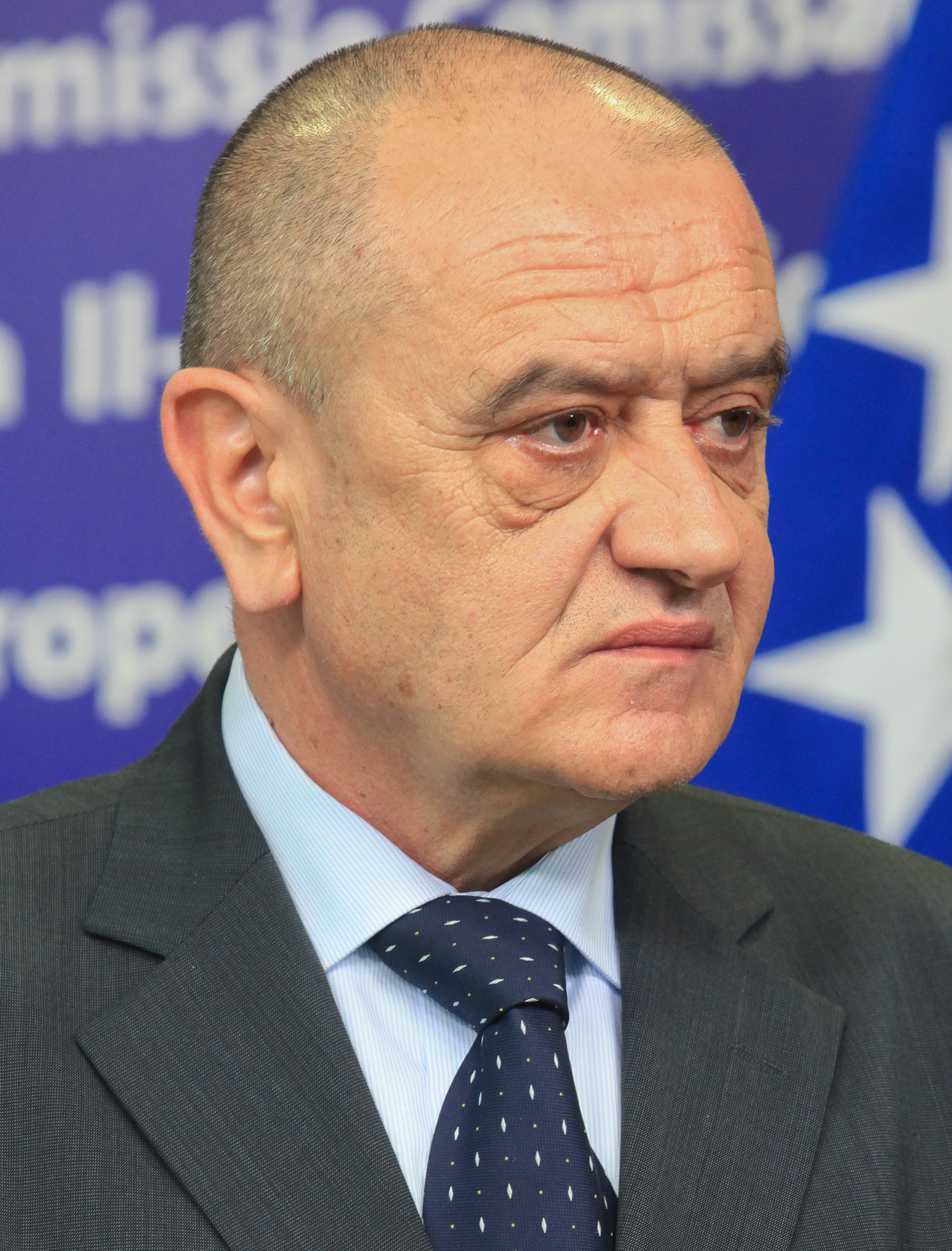
Vjekoslav Bevanda (2012)

Vjekoslav Bevanda (* 13. Mai 1956 in Mostar, SFR Jugoslawien) ist ein bosnisch-herzegowinischer Politiker mit kroatischer Volkszugehörigkeit. Der frühere Bankmanager, Finanzminister und stellvertretende Premierminister der Föderation Bosnien und Herzegowina gehört der Partei Kroatische Demokratische Union in Bosnien und Herzegowina (HDZ BiH) an. Er war vom 12. Januar 2012 bis zum 31. März 2015 Ministerpräsident von Bosnien und Herzegowina. Seither ist er Finanzminister von Bosnien und Herzegowina.

## Biografie
Vjekoslav Bevanda wurde in Mostar, Herzegowina, geboren, wo er auch die Schule besuchte. Nach Beendigung des Gymnasiums im Jahr 1975 studierte er an der Wirtschaftsfakultät in seiner Heimatstadt. Sein Studium schloss Bevanda im Januar 1979 mit dem Schwerpunkt Finanzen ab.
Zwischen 1979 und 1989 war Bevanda beim Flugzeug- und Rüstungshersteller Soko in Mostar beschäftigt, wo er als Investment-Manager tätig war und die Finanzabteilung leitete. 1990 wechselte er zur APRO-Bank in Mostar, wo er sich bis 1993 um den Factoring-Bereich kümmerte und zum stellvertretenden Leiter des Bankhauses aufstieg. Daraufhin war Bevanda von 1993 bis 1999 Board-Mitglied der EUROSPED-Gruppe Zagreb bzw. Direktor der Bankhäuser Nord Adria Triest und Nord Adria Wien. Nachdem er von 2000 bis 2001 das Euro centar in Split geleitet hatte, war Bevanda zwischen 2001 und 2007 Direktor der Commerce- und CBS-Bank in Sarajevo und führte die Filiale Mostar der NLB-Gruppe.
Seine politische Karriere begann Bevanda im Jahr 2007, als er zum Finanzminister der Föderation Bosnien und Herzegowina ernannt wurde, deren stellvertretender Premierminister er auch bis 2010 war. 2010 wurde der Spitzenfunktionär der Kroatischen Demokratischen Union in Bosnien und Herzegowina (HDZ BiH) als Vertreter ins Parlament gewählt.
Nach den Wahlen im Oktober 2010 verhinderten Konflikte unter den führenden bosniakischen, serbischen und kroatischen Parteien die Bildung einer Regierung. Erst nach fast 15 Monaten, in denen u. a. der Internationale Währungsfonds und die Europäische Union ihre Kreditzahlungen ausgesetzt hatten, einigten sich die sechs großen Parteien der drei Volksgruppen Ende Dezember 2011 auf eine neue Regierung. Wäre die Einigung nicht vor dem 1. Januar 2012 zustande gekommen, hätten sämtliche Zahlungen aus dem Staatshaushalt eingestellt werden müssen. Als neuen Regierungschef nominierte Dragan Čović, Parteichef der HDZ BiH, Vjekoslav Bevanda, der durch das Staatspräsidium mit Bakir Izetbegović, Nebojša Radmanović und Željko Komšić schließlich auch ernannt wurde. Bevanda war damit der erste bosnische Kroate seit 2001, der die gesamtstaatlichen Regierungsgeschäfte übernahm. Als künftige Prioritäten der neuen Regierung nannte er die Wirtschaft und den EU-Annäherungsprozess des Landes.
Am 12. Januar 2012 wurde Bevanda vom Parlament zum Ministerpräsidenten gewählt. 31 der 36 anwesenden Abgeordneten stimmten für ihn, zwei gegen ihn, drei enthielten sich ihrer Stimme. Für die Regierungsbildung wurde ihm ein Monat Zeit gegeben. Am 9. Februar 2012 wurde Bevandas neue Regierung (Kabinett Bevanda) vom gesamtstaatlichen bosnischen Abgeordnetenhaus berufen. 26 Abgeordnete stimmten für sie, sieben gegen sie, einer enthielt sich der Stimme. Die sechs großen Parteien der drei Volksgruppen (neben Bevandas HDZ und die HDZ1990 die SDP, die SDA, SNSD und SDS) hatten die neun Ministerien untereinander aufgeteilt – die Bosniaken erhielten die Ressorts Außenministerium, Sicherheit, Verkehr und Verteidigung, die serbische Volksgruppe die Ministerien für Handel, Finanzen und Zivilangelegenheiten und die Kroaten das Justizministerium und das Ministerium für Menschenrechte.
Der ab 2015 amtierenden Regierung seines Nachfolgers Denis Zvizdić (Kabinett Zvizdić) gehörte er als Finanzminister an. Auch unter Zoran Tegeltija (Kabinett Tegeltija) ist er weiterhin in diesem Amt.